# سازمان مددکاری زنان
سازمان مددکاری زنان (WAO) یک سازمان غیردولتی مالزیایی است که برای حقوق زنان و به‌طور خاص برای خشونت علیه زنان مبارزه می‌کند. این سازمان در سال ۱۹۸۲ تأسیس شد و همچنان نقش پیشرو در جنبش حقوق زنان مالزی را ایفا می‌کند و در زمینه‌های وکالت، آموزش عمومی و همچنین اصلاحات قانون و سیاست فعالیت دارد.
سازمان مددکاری زنان یک سازمان مردم‌نهاد است که به زنان بی‌خانمان و فقیر گروه اقدام مشترک مالزی (JAG) کمک می‌کند و در این گروه در لابی قانون خشونت خانگی در سال ۱۹۹۴ در مالزی مشارکت داشته‌است.

## تاریخ
در سال ۱۹۷۹ تان سیو سین به دلیل کمک به کشور با جایزه تون رزاق تجلیل شد. او جایزه نقدی خود به مبلغ ۳۰۰۰۰ رینگیت را برای ایجاد پناهگاهی برای زنان کتک خورده و فرزندانشان اهدا کرد. یک کمیته حرفه‌ای به ریاست خانم سری ای ان چونگ اولین جلسه خود را در نوامبر ۱۹۸۱ برگزار کرد. نه ماه طول کشید تا مقدمات ایجاد شود و یک گروه اصلی از داوطلبان تشکیل گردد. این داوطلبان پیشگام به عنوان یک گروه برای تدوین اصول عملیاتی خودیاری و خودتوانمندسازی برای زنان کتک خورده که برای کمک به سازمان مددکاری زنان مراجعه کردند، فعالیت کردند.
در ژوئن ۱۹۸۲، سازمان مددکاری زنان اجازه ثبت موقت به عنوان یک انجمن را دریافت کرد و یک خانه یک طبقه به عنوان پناهگاه و محل اداری سازمان مددکاری زنان اجاره شد. مالایی میل اولین مقاله را در مورد پناهگاه برنامه‌ریزی شده منتشر کرد و به زودی در سپتامبر ۱۹۸۲ سازمان مددکاری زنان اولین پناهجو خود را در پناهگاه پذیرفت.
آیوی جوزیا بیش از ۱۵ سال مدیر اجرایی سازمان مددکاری زنان بود و در فوریه ۲۰۱۵ سومیترا ویسواناتان، وکیل و کارمند کمک‌های بشردوستانه که در ۱۶ سال گذشته برای کمیساریای عالی سازمان ملل متحد برای پناهندگان (UNHCR) کار می‌کرد، جانشین وی شد.

## خط مشی
اعتقاد سازمان مددکاری زنان این است که هیچ‌کسی مستحق ضرب و شتم نیست و همه مردم حق تعیین سرنوشت دارند و باید بر شرایطی که زندگی آنها را شکل می‌دهد کنترل داشته باشند.
هدف سازمان مددکاری زنان «ایجاد و ترویج احترام، حمایت و تحقق حقوق برابر زنان و تلاش در جهت رفع تبعیض علیه زنان، به ویژه در حذف خشونت علیه زنان» است.

## خدمات و پروژه‌های اصلی
سازمان مددکاری زنان از سه مرکز مختلف تشکیل شده‌است که همگی وظایف خاصی را انجام می‌دهند.

### ۱. پناهگاه
پناهگاه اولین مرکز سازمان مددکاری زنان بود و خانه ای است که زنان کتک خورده و فرزندانشان می‌توانند در آن سرپناهی پیدا کنند. در سال‌های گذشته همچنین به پناهگاهی برای کارگران مهاجر آزار دیده، زنان قاچاق شده، پناهجویان و مادران مجرد تبدیل شده‌است. در این مرکز مددکاران اجتماعی حرفه ای وجود دارند که به آن زنان کمک می‌کنند و همچنین جلسات مشاوره حضوری برای کسانی که به دنبال مشاوره هستند اما ممکن است نخواهند به پناهگاه نقل مکان کنند، برگزار می‌کنند. همچنین مشاوره تلفنی حرفه ای برای زنانی که با خشونت خانگی، تجاوز جنسی، سوء استفاده جنسی روبرو هستند و همچنین برای کسانی که در مورد ازدواج و طلاق سؤال دارند وجود دارد. میانگین تعداد تماس‌های تلفنی در سال توسط مددکاران اجتماعی ۱۵۰۰ تماس است.
در مارس ۲۰۱۴، سازمان مددکاری زنان اولین خط کمکی زنده پیامکی، TINA را برای حمایت از بازماندگان خشونت خانگی و زنان در بحران راه اندازی کرد. TINA به عنوان بخشی از کمپین ملی سازمان مددکاری زنان، هشتگ#No ExcuseForAbuse به مناسبت روز جهانی زن در ۸ مارس ۲۰۱۴ راه اندازی شد

### ۲. مرکز مراقبت از کودکان
به عنوان اولین در نوع خود، این مرکز در سال ۱۹۹۰ تأسیس شد و از آن زمان خانه ای برای فرزندان ساکنان سابق پناهگاه ایجاد کرد. این زنان تصمیم گرفته‌اند مستقل زندگی و کار کنند، اما هنوز توانایی مراقبت از فرزندان خود را ندارند. در داخل این مرکز کودکان خانه، آموزش و سیستم حمایتی دریافت می‌کنند که نیازهای جسمی، ذهنی و عاطفی آنها را برآورده می‌کند.

### ۳. مرکز سازمان مددکاری زنان
این دفتر عمدتاً مسئولیت اداری، تحقیقاتی و حمایتی را بر عهده دارد و به عنوان چهره عمومی سازمان عمل می‌کند.

## فعالیت‌ها
سازمان مددکاری زنان برای تحت تأثیر قرار دادن تغییرات در سیاست‌ها و قوانین در مالزی برای حمایت از حقوق زنان لابی می‌کند.
در مارس ۲۰۰۶، سازمان مددکاری زنان با همکاری شورای ملی سازمان‌های زنان، یک کنفرانس مطبوعاتی ترتیب داد تا به‌طور رسمی گزارش کنوانسیون رفع هرگونه تبعیض علیه زنان را که توسط ائتلافی از سازمان‌های غیردولتی تهیه شده بود، راه اندازی کند.
سازمان مددکاری زنان یکی از اعضای کومانگو COMANGO، ائتلاف سازمان‌های غیردولتی مالزی است، که برای تعامل با بازنگری دوره ای جهانی، فرآیندی برای بازنگری حقوق بشر یک کشور که توسط شورای حقوق بشر سازمان ملل در سال ۲۰۰۶ تأسیس شد، تلاش می‌کند. سازمان مددکاری زنان همچنین در نگارش گزارش کومانگو برای چرخه دوم بررسی دوره ای جهانی در سال ۲۰۱۳ شرکت داشت

## کمپین‌ها
سازمان مددکاری زنان با چندین کمپین آگاهی عمومی قابل توجه برای برجسته کردن موضوع خشونت خانگی مشارکت داشته‌است.

### هشتگ بدون بهانه برای سوء استفاده
سازمان مددکاری زنان کمپین ملی آموزش عمومی هشتگ #No ExcuseForAbuse را در ۸ مارس ۲۰۱۴ راه اندازی کرد تا موضوع خشونت خانگی را برجسته کند. سازمان مددکاری زنان می‌خواست ایده‌هایی را به چالش بکشد که زنانی که از خشونت خانگی رنج می‌برند ممکن است بدون اینکه متوجه شوند مورد سوء استفاده قرار گیرند. هدف این کمپین هدف قرار دادن مراحل اولیه آزار خانگی و دستیابی به زنانی بود که در روابط بالقوه آزاردهنده بودند.
این کمپین شامل راه‌اندازی یک نمایشگاه هنری بود که بلوزهای گلدوزی شده را به نمایش می‌گذاشت که افکار بازماندگان قربانی را نشان می‌داد. در هر بلوز کلماتی مانند "اشکال ندارد، عذرخواهی کرد." او گفت که دیگر این کار را نخواهد کرد."این بلوزها هنری در مکان‌های مختلفی در دره کلانگ، ساحل شرقی و ساراواک شرقی به نمایش گذاشته شد.
بخش دیگری از این کمپین زنان را تشویق کرد تا عکس‌های خود را با پوشیدن تی شرت‌های #NoExcuseForAbuse در رسانه‌های اجتماعی آپلود کنند. چهره‌های برجسته‌ای که در آن شرکت کردند شامل سیاستمدارانی مانند حاجه نانسی شکری، وزیر بخش نخست‌وزیری بود.
مرحله سوم این کمپین بر راه اندازی خط کمک پیامکی، TINA متمرکز بود. TINA برای نشان دادن یک دوست مجازی، «فکر می‌کنم من به کمک نیاز دارم» برای قربانیان است که می‌توانند به او مراجعه کنند.

### روز وی: عشق باید بدون قید و شرط باشد
به مناسبت روز ولنتاین، ۲۰۱۴، سازمان مددکاری زنان به عنوان بخشی از یک کمپین آگاهی بخشی گل رز توزیع کرد تا به مردم یادآوری کند که عشق باید بدون قید و شرط باشد. این کمپین بر افزایش آگاهی در مورد چرخه سوء استفاده متمرکز بود، به ویژه بر رفتار سوء استفاده‌کنندگانی که در پی حوادث سوءاستفاده کرده عذرخواهی می‌کنند، قول می‌دهند و هدایایی می‌دهند.

### ۱ میلیارد در حال افزایش است
در فوریه ۲۰۱۳، سازمان مددکاری زنان با بادی شاپ برای حمایت از ۱ میلیارد افزایش، یک کمپین جهانی سازماندهی شده توسط وی دی که خواستار پایان دادن به خشونت علیه زنان و ترویج برابری جنسیتی برای زنان در سراسر جهان است، همکاری کرد.